# Музей-галерия – Кавадарци
Обществената институция Музей-галерия – Кавадарци (на македонска литературна норма: Јавната установа Музеј-галерија – Кавадарци) е археологически, исторически и етнографски музей в град Кавадарци, Република Македония.

## Местоположение
Разположен е в къщата на сръбския политик Душан Перович. Намира се днес на адрес улица „7 септември“ № 56, в източната част на града, между Централния и Градския парк.

## История
Основан е в 1973 година и започва работа на 7 май 1976 година с откриването на изложба на словенския художник Марио Вилхер.

## Отделения
Музеят-галерия има отделения за археология, история, етнография и отдел, посветен на защитата на паметниците на културата. Разполага с обща площ 340 m2 и 263 m2 двор. Историческият отдел има 150 исторически предемета, сред коиторазлични оръжия, колекция от 4000 фотографии и негативи, 3000 страници документи, библиотека с около 400 заглавия на историческа тематика и други. Археологическият отдел има над 200 археологически предмета, които датират от различен период и са намерени на територията на днешната община Кавадарци. Сред археологическите предмети са капители, стълбове, надгробни плочи и друга каменна пластика, за също така керамини материали, нумизматика, накити и други. Етнографският отдел има 130 предмета от дърво, метал и текстил. Галерията на музея разполага със 105 изобразителни творби и скулптури на видни художници от Република Македония и Югославия.